# Spojené státy americké na Letních olympijských hrách 2000
Spojené státy americké na Letních olympijských hrách v roce 2000 reprezentovalo 586 sportovců, z toho 253 žen a 333 mužů, ve 31 sportech.

## Medailisté
| Medaile | Jméno | Sport                | Soutěž                                   |
| ------- | --- | -------------------- | ---------------------------------------- |
| Zlato   | Maurice Greene | Atletika             | Muži 100 m                               |
| Zlato   | Michael Johnson | Atletika             | Muži 400 m                               |
| Zlato   | Angelo Taylor | Atletika             | Muži 400 m překážek                      |
| Zlato   | Kenneth Brokenburr Jon Drummond Maurice Greene Brian Lewis Tim Montgomery Bernard Williams | Atletika             | Muži štafeta 4 × 100 m                   |
| Zlato   | Nick Hysong | Atletika             | Muži skok o tyči                         |
| Zlato   | Andrea Anderson LaTasha Colander Monique Hennagan Jearl Milesová | Atletika             | Ženy štafeta 4 × 400 m                   |
| Zlato   | Stacy Dragilaová | Atletika             | Ženy skok o tyči                         |
| Zlato   | Brent Abernathy Kurt Ainsworth Pat Borders Sean Burroughs John Cotton Travis Dawkins Adam Everett Ryan Franklin Chris George Shane Heams Marcus Jensen Mike Kinkade Rick Krivda Doug Mientkiewicz Mike Neill Roy Oswalt Jon Rauch Anthony Sanders Bobby Seay Ben Sheets Brad Wilkerson Todd Williams Ernie Young Tim Young | Baseball             | Turnaj mužů                              |
| Zlato   | Shareef Abdur-Rahim Ray Allen Vin Baker Vince Carter Kevin Garnett Tim Hardaway Allan Houston Jason Kidd Antonio McDyess Alonzo Mourning Gary Payton Steve Smith | Basketbal            | Turnaj mužů                              |
| Zlato   | Ruthie Bolton Teresa Edwards Yolanda Griffith Chamique Holdsclaw Lisa Leslieová Nikki McCray DeLisha Milton-Jones Katie Smith Dawn Staley Sheryl Swoopes Natalie Williams Kara Wolters | Basketbal            | Turnaj žen                               |
| Zlato   | Marty Nothstein | Cyklistika           | Muži sprint                              |
| Zlato   | Laura Wilkinsonová | Skoky do vody        | Ženy věž 10 m                            |
| Zlato   | David O'Connor | Jezdectví            | Jezdecká všestrannost - jednotlivci      |
| Zlato   | Magnus Liljedahl Mark Reynolds | Jachting             | Třída Star                               |
| Zlato   | Nancy Johnson | Sportovní střelba    | Ženy 10 m vzduchová puška                |
| Zlato   | Christie Ambrosi Laura Berg Jennifer Brundage Crystl Bustos Sheila Cornell Lisa Fernandezová Lori Harrigan Danielle Henderson Jennifer McFalls Stacey Nuveman Leah O'Brien Dot Richardson Michele Mary Smith Michelle Venturella Christa Lee Williams                                                                      | Softball             | Turnaj žen                               |
| Zlato   | Ian Crocker Gary Hall Jr. Tommy Hannan Lenny Krayzelburg Jason Lezak Ed Moses Neil Walker | Plavání              | Muži štafeta 4 × 100 m polohový závod    |
| Zlato   | Tom Dolan | Plavání              | Muži 400 m polohový závod                |
| Zlato   | Anthony Ervin | Plavání              | Muži 50 m volný způsob                   |
| Zlato   | Gary Hall Jr. | Plavání              | Muži 50 m volný způsob                   |
| Zlato   | Lenny Krayzelburg | Plavání              | Muži 100 m znak                          |
| Zlato   | Lenny Krayzelburg | Plavání              | Muži 200 m znak                          |
| Zlato   | Tom Malchow | Plavání              | Muži 200 m motýlek                       |
| Zlato   | Samantha Arsenault Lindsay Benko Kim Black Diana Munz Julia Stowers Jenny Thompsonová | Plavání              | Ženy štafeta 4 × 200 m volný způsob      |
| Zlato   | Barbara Bedford Megan Quann Courtney Shealy Staciana Stitts Ashley Tappin Dara Torresová Amy Van Dyken | Plavání              | Ženy štafeta 4 × 100 m polohový závod    |
| Zlato   | Brooke Bennett | Plavání              | Ženy 400 m volný způsob                  |
| Zlato   | Brooke Bennett | Plavání              | Ženy 800 m volný způsob                  |
| Zlato   | Misty Hyman | Plavání              | Ženy 200 m motýlek                       |
| Zlato   | Erin Phenix Courtney Shealy Ashley Tappin Jenny Thompsonová Dara Torresová Amy Van Dyken | Plavání              | Ženy štafeta 4 × 100 m volný způsob      |
| Zlato   | Megan Quann | Plavání              | Ženy 100 m prsa                          |
| Zlato   | Steven López | Taekwondo            | Muži 68 kg                               |
| Zlato   | Serena Williamsová Venus Williamsová | Tenis                | Ženy čtyřhra                             |
| Zlato   | Venus Williamsová | Tenis                | Ženy dvouhra                             |
| Zlato   | Dain Blanton Eric Fonoimoana | Plážový volejbal     | Muži                                     |
| Zlato   | Tara Nottová | Vzpírání             | Ženy 48 kg                               |
| Zlato   | Rulon Gardner | Zápas                | Muži řecko-římský 130 kg                 |
| Zlato   | Brandon Slay | Zápas                | Muži volný styl 76 kg                    |
| Stříbro | Vic Wunderle | Lukostřelba          | Muži jednotlivci                         |
| Stříbro | Alvin Harrison | Atletika             | Muži 400 m                               |
| Stříbro | Terrence Trammell | Atletika             | Muži 110 m překážek                      |
| Stříbro | Lawrence Johnson | Atletika             | Muži skok o tyči                         |
| Stříbro | Adam Nelson | Atletika             | Muži vrh koulí                           |
| Stříbro | Rocky Juarez | Box                  | Muži pérová váha do 57 kg                |
| Stříbro | Ricardo Williams | Box                  | Muži velterová váha do 63,5 kg           |
| Stříbro | Mari Holden | Cyklistika           | Ženy časovka jednotlivců                 |
| Stříbro | Brandi Chastain Lorrie Fair Joy Fawcett Julie Foudy Michelle French Mia Hammová Kristine Lilly Shannon MacMillan Tiffeny Milbrett Siri Mullinix Carla Overbeck Cindy Parlow Christie Rampone Briana Scurry Nikki Serlenga Danielle Slaton Kate Sobrero Sara Whalen                                                         | Fotbal               | Turnaj žen                               |
| Stříbro | Emily de Riel | Moderní pětiboj      | Ženy                                     |
| Stříbro | Sebastian Bea Edward Murphy | Veslování            | Muži dvojka bez kormidelníka             |
| Stříbro | Paul Foerster Robert Merrick | Jachting             | Muži třída 470                           |
| Stříbro | J. J. Isler Sarah Glaser | Jachting             | Ženy třída 470                           |
| Stříbro | Chad Carvin Josh Davis Nate Dusing Scott Goldblatt Klete Keller Jamie Rauch | Plavání              | Muži štafeta 4 × 200 m volný způsob      |
| Stříbro | Josh Davis Anthony Ervin Gary Hall Jr. Jason Lezak Scott Tucker Neil Walker | Plavání              | Muži štafeta 4 × 100 m volný způsob      |
| Stříbro | Tom Dolan | Plavání              | Muži 200 m polohový závod                |
| Stříbro | Ed Moses | Plavání              | Muži 100 m prsa                          |
| Stříbro | Aaron Peirsol | Plavání              | Muži 200 m znak                          |
| Stříbro | Erik Vendt | Plavání              | Muži 400 m polohový závod                |
| Stříbro | Kristy Kowal | Plavání              | Ženy 200 m prsa                          |
| Stříbro | Diana Munz | Plavání              | Ženy 400 m volný způsob                  |
| Stříbro | Robin Beauregard Ellen Estes Courtney Johnson Ericka Lorenz Heather Moody Maureen O'Toole Bernice Orwig Nicolle Payne Heather Petri Kathy Sheehy Coralie Simmons Julie Swail Brenda Villa | Vodní pólo           | Turnaj žen                               |
| Stříbro | Sammie Henson | Zápas                | Muži volný styl 54 kg                    |
| Stříbro | Matt Lindland | Zápas                | Muži řecko-římský 76 kg                  |
| Bronz   | Butch Johnson Rod White Vic Wunderle | Lukostřelba          | Družstvo mužů                            |
| Bronz   | Mark Crear | Atletika             | Muži 110 m překážek                      |
| Bronz   | John Godina | Atletika             | Muži vrh koulí                           |
| Bronz   | Chris Huffins | Atletika             | Muži desetiboj                           |
| Bronz   | Chryste Gaines Torri Edwardsová Passion Richardson | Atletika             | Ženy 4 × 100 m                           |
| Bronz   | Melissa Morrisonová | Atletika             | Ženy 100 m překážek                      |
| Bronz   | Jermain Taylor | Box                  | Muži lehkotěžká váha do 71 kg            |
| Bronz   | Clarence Vinson | Box                  | Muži váha bantamová do 54 kg             |
| Bronz   | Susan Blinks Robert Dover Guenter Seidel Christine Traurig | Jezdectví            | Drezura - družstva                       |
| Bronz   | Nina Fout David O'Connor Karen O'Connor Linden Wiesman | Jezdectví            | Jezdecká všestrannost - družstva         |
| Bronz   | Amy Chow Jamie Dantzscher Dominique Dawes Kristen Maloney Elise Ray Tasha Schwikert | Sportovní gymnastika | Družstvo žen                             |
| Bronz   | Christine Collins Sarah Garner | Veslování            | Ženy dvojka bez kormidelníka lehkých vah |
| Bronz   | Karen Kraft Missy Schwen-Ryan | Veslování            | Ženy dvojka bez kormidelníka             |
| Bronz   | Charles McKee Jonathan McKee | Jachting             | Třída 49er                               |
| Bronz   | James Graves | Sportovní střelba    | Muži skeet                               |
| Bronz   | Kim Rhodeová | Sportovní střelba    | Ženy double trap                         |
| Bronz   | Gary Hall Jr. | Plavání              | Muži 100 m volný způsob                  |
| Bronz   | Klete Keller | Plavání              | Muži 400 m volný způsob                  |
| Bronz   | Chris Thompson | Plavání              | Muži 1500 m volný způsob                 |
| Bronz   | Tom Wilkens | Plavání              | Muži 200 m polohový závod                |
| Bronz   | Amanda Beard | Plavání              | Ženy 200 m prsa                          |
| Bronz   | Kaitlin Sandeno | Plavání              | Ženy 800 m volný způsob                  |
| Bronz   | Cristina Teuscher | Plavání              | Ženy 200 m polohový závod                |
| Bronz   | Jenny Thompsonová | Plavání              | Ženy 100 m volný způsob                  |
| Bronz   | Dara Torresová | Plavání              | Ženy 100 m motýlek                       |
| Bronz   | Dara Torresová | Plavání              | Ženy 100 m volný způsob                  |
| Bronz   | Dara Torresová | Plavání              | Ženy 50 m volný způsob                   |
| Bronz   | Monika Selešová | Tenis                | Ženy dvouhra                             |
| Bronz   | Cheryl Haworthová | Vzpírání             | Ženy +75 kg                              |
| Bronz   | Terry Brands | Zápas                | Muži volný styl 58 kg                    |
| Bronz   | Garrett Lowney | Zápas                | Muži řecko-římský 97 kg                  |
| Bronz   | Lincoln McIlravy | Zápas                | Muži volný styl 69 kg                    |